# Meint Zuiderveen
Meint Freerk Zuiderveen (Oostwold, 12 augustus 1943 – Wehe-den Hoorn, 27 november 1981) was een Nederlands politicus van de PvdA.
Hij werd geboren tijdens de Tweede Wereldoorlog in de toenmalige Oost-Groningse gemeente Midwolda. Hij is werkzaam geweest bij de gemeentesecretarieën van De Lier en Schiermonnikoog voor hij in 1971 ging werken bij de gemeente Dwingeloo. Zuiderveen was daar chef van de afdeling algemene zaken voor hij in april 1975 benoemd werd tot burgemeester van Eenrum. Eind 1981 kwam hij op 38-jarige leeftijd bij een verkeersongeluk in Wehe-den Hoorn om het leven.